# Vanajavesi
Vanajavesi este un lac situat în Finlanda, parte a bazinului Kokemäenjoki, al cincilea bazin finlandez după dimensiune (27.100 km²). Cea mai mare parte a lacului — 20 de km lungime și 15 km lățime — se găsește între Hattula, Hämeenlinna și Valkeakoski. În nord-est, lacurile Längelmävesi, Vesijärvi, Roine, Pälkänevesi și Mallasvesi formează o salbă care se varsă în Vanajavesi în apropiere de Valkeakoski. 
De la sud-est, un alt lanț de lacuri, format din Lummene, Vehkajärvi, Vesijako, Kuohijärvi, Kukkia, Iso-Roine, Hauhonselkä și Ilmoilanselkä se revarsă în lacul Mallasvesi, făcând astfel legătura cu lacurile din nord. În finlandeză, salba de lacuri a fost inițial numită Längelmäveden reitti (după numele celui mai mare lac), iar ulterior Hauhon reitti, de la numele orașului Hauho.
În partea de sud, un al treilea lanț de lacuri și râuri originare din Pääjärvi — în est — și Loppijärvi — în vest —, se varsă în Vanajavesi. Toate aceste lacuri, incluzând Vanajavesi, formează o rețea de lacuri numită Vanajaveden reitti în limba finlandeză. De la sud-vest, numeroase alte lacuri, printre care și Rutajärvi se varsă în Vanajavesi.
Lacul Vanajavesi se varsă în Pyhäjärvi, lacul cu forma literei „C” care unește orașele Tampere și Nokia — în partea de nord, cu orașul Lempäälä — în partea de sud.

## Arie protejată
Lacul Vanajavesi și împrejurimile sale fac parte din domeniul națională protejat, aspect reglementat de Ministerul Mediului în anii 1990. 
În anul 1948, compania finlandeză Suomen Hopealinja a inaugurat ruta navigabilă pe lacul Vanajavesi, între Hämeenlinna și Tampere. Ruta este navigabilă doar în timpul verii și este foarte populară printre turiști. 
De asemenea, un obiectiv turistic important situat pe malul lacului Vanajavesi este aria Aulanko și al său Aulanko linnavuori — „Castelul de munte” în limba finlandeză — faimoasa rezervație naturală și zonă de recreere din Hämeenlinna. 